# Élisa Marraudino
Élisa Marraudino, née le 17 mai 1998 à Nancy, est une autrice de bande dessinée et illustratrice franco-italienne.

## Biographie
Élisa Marraudino naît le 17 mai 1998 à Nancy. Elle est issue d'un père italien plombier, Donato, et d'une mère française employée de bureau. Elle grandit à Gondreville. Sa sœur Emma est osthéopathe. Après avoir obtenu en 2016 un baccalauréat STD2A au lycée Henri Loritz à Nancy, elle intègre l'école Émile Cohl à Lyon dont elle sort diplômée en 2019. La même année, elle intègre une formation complémentaire non-diplomante (FCND) en bande dessinée au lycée Auguste Renoir à Paris pour une durée d'un an. C'est à la suite de cette formation qu'elle commence à travailler sur son premier ouvrage autobiographique, Bébé Fille, publié en février 2022 aux éditions marseillaises Même Pas Mal. Selon le chroniqueur Hugues François du site ActuaBD : « Élisa Marraudino nous propose un retour en enfance plein d’humour, de recul et de sensibilité. Sous une forme assez classique, cette première réalisation dissimule un récit autobiographique plein de second degré et d’un tas de petits détails qui font la différence ! ». Il attribue également une note excellente à cet album de bande dessinée. Les planches de cet album font l'objet d'une exposition à l'artothèque de Montbéliard de juin à juillet 2023.
L'année suivante elle contribue à L'Été de mes 17 ans.
Parallèlement, elle réalise des illustrations pour des magazines, des couvertures d’albums et de livres et travaille en concept art avec le studio d'animation Tchack à Lille depuis fin 2021. 

## Publications

### Bébé Fille
- 1. Bébé Fille, Même Pas Mal, Marseille, 11 février 2022
Scénario et dessin : Élisa Marraudino - Couleurs : noir et blanc -  (ISBN 978-2-918645-68-9),Format manga.
- 2. Bébé Fille en remet une couche..!, Même Pas Mal, Marseille, 27 septembre 2024
Scénario et dessin : Élisa Marraudino - Couleurs : noir et blanc -  (ISBN 978-2-918645-79-5)

- Super Sumo, Sulo, 2023

### Collectifs
- L'Été de mes 17 ans[5] (anthologie collaborative), Bayard Graphic, 2023.